# Tell Sabi Abyad
Tell Sabi Abyad (Tall Ṣabīy Abyaḑ) is een archeologische vindplaats in Syrië. In het Arabisch betekent de naam Heuvel van de witte jongen. De plaats ligt in het dal van de rivier de Balich, noordelijk van Raqqa, zo'n 30 km zuidelijk van de Turkse grens, nabij het dorpje Hammam et-Turkman. De vindplaats beslaat vier tells, waarvan er een niet voor opgravingen toegankelijk was, omdat het de begraafplaats van het dorp was. Ca. drie kilometer naar het zuidwesten ligt Tell Hammam at-Turkman.

## Opgravingen
Vanaf 1988 heeft een ploeg archeologen van de Universiteit Leiden er meer dan twee decennia opgravingen verricht.
Na het uitbreken van de Syrische Burgeroorlog waren opgravingen niet langer mogelijk en werd veel materiaal vernietigd of gestolen. Een deel was ondergebracht in Raqqa, dat als de hoofdstad van Isis fungeerde. Olivier Nieuwenhuijse, die eerder het Halaf-aardewerk van de vindplaats beschreven had, richtte daarom het project Scanning for Syria op.

## Neolithicum
| Fase                      | Pre-Halaf | Proto-Halaf | Vroeg Halaf | Traditioneel Vroeg Halaf |
| ------------------------- | --------- | ----------- | ----------- | ------------------------ |
| Tijd v.Chr.(14C (geijkt)) | 6300      | 6100        | 5950        | 5850                     |
| Balich                    | IIC       | IIIA        | IIIB        | IIIC                     |
| Tell Sabi Abyad           | laag 11-8 | laag 7-4    | laag 3-1    | NO-heuvel                |

De plaats heeft het oudste aardewerk in Syrië opgeleverd van ca. 6900-6800 v.Chr. Het is met mineralen getemperd. Na 6700 verandert dit en wordt het met plantaardig materiaal getemperd. Rond 6200 verandert de architectuur en verschijnen er opslagruimten en ronde gebouwtjes (tholoi). Het aardewerk wordt gevarieerder en wordt vaak versierd. Er verschijnen ook veel spintollen van klei.
De vindplaats leverde veel aardewerk op uit de vroege fase van de Halafcultuur. In de Proto-Halaf-periode verscheen verfijnd en versierd aardewerk dat snel de oudere grovere waar verdrong. Dit weerspiegelt waarschijnlijk een verandering in levensstijl.  Later vermindert de bevolkingsdichtheid, wat mogelijk op een ongunstiger worden van het klimaat duidt.Er zijn ook veel spintollen aangetroffen. Ook dit lijkt een innovatie van het Pre- en Proto-Halaf te zijn.

## Hanigalbat
In de tijd van Tukulti-ninurta I van Assyrië was de plaats een dunnu, een soort versterkte boerderij van het vazalvorstendom Hanigalbat waarvan Ili-pada de onderkoning was. De streek maakte eerder deel uit van het koninkrijk Mitanni en er zijn resten gevonden van een min of meer vierkante toren van 18x20 meter uit hun tijd. Maar over deze tijd is niet veel bekend. Assyrië was aanvankelijk hun schatplichtige vazal. Onder Assur-uballit I verkreeg het meer onafhankelijkheid en onder Adad-nirari I werden de rollen omgekeerd en na een tweede veldtocht in de jaren 1275-1270 was het gedaan met Mitanni.
Na de ondergang van Mitanni breidden de Assyriërs onder Salmanassar I rond 1230 v.Chr. hun koninkrijk uit naar deze streken. Waarschijnlijk onder Assur-idin bouwden ze hier een kleine, maar zwaar versterkte nederzetting, die tot ongeveer 1125 v.Chr. bewoond zou blijven. Ze sloopten de oude toren van de Mitanni en bouwden er hun eigen vesting op.
Bij de opgraving bleken op sommige plekken de oude muren nog 3 meter hoog te zijn. De vesting was ongeveer 60x60 meter groot en er zijn veel stukken  aardewerk, zegels, zegelingen, sieraden, wapens en werktuigen gevonden. Er waren ook honderden kleitabletten met spijkerschrift. In 1197 v.Chr. werd Ili-pada, een zoon van Assur-iddin, de (onder)koning van (Assyrisch) Hanigalbat en hiermee begon een bloeitijd. Rond 1185-1180 vond er een grote brand plaats, mogelijk omdat er onrust uitgebroken was. De nederzetting lag niet ver van de grens met het Hettitische Rijk dat in die dagen van de brandcatastrofe ten onder ging. Maar er waren ook dikwijls problemen met de locale Suteeërs en na de dood van Ili-pada ontstonden er problemen tussen zijn zoon en het hof in Assur. Uiteindelijk nam zijn zoon daar zelf de touwtjes in handen. Daarna ging het bergafwaarts, hoewel de plaats nog wel een tijdje een dunnu bleef. De laatste tekst stamt uit de tijd van Assur-resh-ishi I (1132-1115) in wiens tijd Assyrië te maken kreeg met een golf Aramese migranten die massaal de Eufraat overstaken. Daarmee verloren de Assyrische koningen hun grip op deze streek.
- Virtual International Authority File: 237315929